# Lead (음악 그룹)
리드(Lead)는 일본의 남성 3인조 댄스 그룹이다. 멤버 전원이 보컬 담당. 소속사는 비전 팩토리, 레이블은 포니캐년이다.

## 멤버
- 타니우치 신야(谷内伸也, 1987년 9월 23일 ~ )

오사카부 히라카타시 출신. 이미지 컬러는 초록.
- 후루야 케이타(古屋敬多, 1988년 6월 13일 ~ )

후쿠오카현 후쿠오카시 출신. 이미지 컬러는 노랑.
- 카기모토 아키라(鍵本輝, 1988년 8월 20일 ~ )

나라현 이코마군 이카루가정 출신. 이미지 컬러는 파랑.

### 이전 멤버
- 나카도이 히로키(中土居宏宜, 1985년 7월 26일 ~ )

오사카 부 후지이데라시 출신.

## 개요
댄스 스쿨 '캬레스' 오사카 지부에 다니던 나카도이 히로키 와 타니우치 신야, 카기모토 아키라가 Rhymix라는 이름의 유닛을 만들어 2002년 4월부터 스트리트 라이브를 시작하였다. 그 후 flow라고 개명해 교바시 역 부근 등으로 활동 영역을 넓혔고, 같은 해 6월, 규슈·오키나와 스타라이트 오디션2002에 참가해 심사위원 특별상을 받은 후루야 케이타가 합류해 현재의 리드가 되었다. 그룹 이름은 '시대를 이끄는(Lead 리드[*]) 존재가 되고 싶다'는 의미를 담아 자신들이 지었다. 후루야 케이타 합류 후 다시 오사카에서 스트리트 라이브를 시작, 특히 오사카 성 공원에서의 라이브에는 약 7000명의 관객을 동원하였다.
같은 해 여름, 선배인 w-inds.의 첫 번째 콘서트 오프닝 무대에 서며 전국을 돌았다.
2002년 7월 31일 싱글 "真夏のMagic" (한여름의 Magic)으로 메이저 데뷔. 2번 째 싱글 ""Show me the way""로 2002년 제44회 일본 레코드 대상 신인상을 수상하였다. 또한 6번 째 싱글 "Night Deluxe"로 2004년 제46회 일본 레코드 대상 금상 수상, 8번 째 싱글 "あたらしい季節へ" (새로운 계절로)로 2005년 제47회 일본 레코드 대상 금상을 수상하였다.
리퀘스트 베스트 앨범 Lead Tracks ~listener's choice~ 발매를 앞두고 투표를 통해 수록곡을 결정하기로 하였다. 일본뿐만 아니라 대한민국, 중화민국, 홍콩에서도 투표를 실시하여 총 105,571표가 접수되었다.
2008년 7월, 카기모토 아키라가 오다 유지 주연의 후지 TV 월요일 밤 9시 드라마 《태양과 바다의 교실》에서 히가키 모이치 역으로 출연하며 황금시간대 연속 드라마에 출연한 리드의 첫번 째 멤버가 되었다. 2010년 1월에는 타니우치 신야가 MBS TV·TBS 드라마 《신선조PEACE MAKER》에서 히지카타 도시조 역으로, 같은 해 4월에는 나카도이 히로키가 TBS 드라마 《텀블링》에서 츠루미 사토히코 역으로 출연하였다.

## 음반 목록

### 싱글
■ … 10위 이내　■ … 20위 이내　■ … 30위 이내
|        | 타이틀                                        | 발매일    | 커플링곡 | 최고 순위 | 등장 횟수 |
| 2002년 |                                               |           | |           |           |
| 1st    | 真夏のMagic (→한여름의 Magic)                 | 7월 31일  | - No doubt - 真夏のMagic (MOCH² BRANDNEW CLUB TRACK) | 18위      | 5회       |
| 2nd    | "Show me the way"                             | 10월 17일 | - Step by Step - "Show me the way" (Led on Remix) | 7위       | 6회       |
| 2003년 |                                               |           | |           |           |
| 3rd    | FLY AWAY                                      | 2월 5일   | - SHINING DAY | 10위      | 7회       |
| 4th    | ファンキーデイズ! (→Funky Days!)              | 7월 30일  | - ALL MY LIFE ~真夏の海物語~ - 真夏のMagic 2003 ~MAGICAL RED HOT SUMMER REMIX~ | 10위      | 5회       |
| 5th    | GET WILD LIFE                                 | 12월 3일  | - Field of Soul | 9위       | 7회       |
| 2004년 |                                               |           | |           |           |
| 6th    | Night Deluxe                                  | 6월 16일  | - Here goes! | 5위       | 5회       |
| 7th    | 手のひらを太陽に/Delighted (→손바닥을 하늘로) | 10월 27일 | - ファンキーデイズ! <Does It Be Funky? Remix> | 8위       | 4회       |
| 2005년 |                                               |           | |           |           |
| 8th    | あたらしい季節へ (→새로운 계절로)             | 4월 13일  | - Freedom No Rule | 6위       | 4회       |
| 9th    | ベイビーランニンワイルド (→Baby Running Wild) | 7월 6일   | - Summer Splash | 11위      | 3회       |
| 2006년 |                                               |           | |           |           |
| 10th   | バージンブルー (→Virgin Blue)                 | 3월 8일   | - Cosmic Drive | 9위       | 4회       |
| 11th   | Summer Madness                                | 6월 21일  | - 僕が月に祈る夜 (→내가 달에 기도하는 밤) - ONE | 17위      | 5회       |
| 2007년 |                                               |           | |           |           |
| 12th   | Drive Alive                                   | 3월 14일  | - GET DIZZY - Love & Everything | 14위      | 3회       |
| 13th   | 海 (바다)                                     | 7월 18일  | - 空の彼方へ (→하늘의 저편에) - 君は何かが出来る (→너는 뭔가 할 수 있을 거야) | 27위      | 2회       |
| 2008년 |                                               |           | |           |           |
| 14th   | STAND UP!                                     | 3월 14일  | - Load - Sleepin' Flower | 20위      | 4회       |
| 15th   | Sunnyday                                      | 7월 30일  | - Sunnyday (BLUE DRAGON EDIT) | 34위      | 2회       |
| 2009년 |                                               |           | |           |           |
| 16th   | ギラギラRomantic (→번쩍번쩍Romantic)          | 8월 5일   | - High テンション DAY ( - 텐션 - ) - Stay with me (AKIRA ver.) - Follow Me (SHINYA ver.) - You're the only one (KEITA ver.) - 君 ~さくら~ (너 ~벚꽃~) (HIROKI ver.)                               | 12위      | 4회       |
| 2010년 |                                               |           | |           |           |
| 17th   | SPEED STAR★                                   | 7월 28일  | - Speechless - バージンブルー (Virgin Blue 2010) - 光 (빛) | 11위      | 2회       |
| 2011년 |                                               |           | |           |           |
| 18th   | HURRICANE                                     | 8월 10일  | - CAN'T STOP - アンバランスなKISSをして (→언밸런스한 KISS를 해줘) (초회반A 한정) - Sun×You (초회반B 한정) - walk (초회반C 한정) - What cha gonna? (LIVE MIX) (초회반D 한정) - 24HRS (통상반 한정) | 8위       | 2회       |
| 2012년 |                                               |           | |           |           |
| 19th   | Wanna Be With You                             | 3월 14일  | - Hungry Sniper - COLOR - Tick Tock - Last Situation - Gimme Your Love | 3위       | 2회       |
| 20th   | still                                         | 12월 12일 | - 冬色ガール (→겨울 색 Girl) (전 종류 공통) - ORDINARY (초회반B) - anytime (초회반C) - Masquerade (초회반D)                                                                                       | 4위       | 2회       |
| 2013년 |                                               |           | |           |           |
| 21st   | Upturn                                        | 6월 19일  | - Versus (초회반A, B) - Take You Higher (초회반C) - Friendship (초회반C) - トワイライト (→Twilight) (통상반)                                                                                      | 5위       |           |
| 22nd   | GREEN DAYS/strings                            | 9월 18일  | - 雨のち君 (→비 온 뒤 너) (초회반A) - Giant Steps (초회반B) - アザヤカナセカイ (→선명한 세계) (초회반C) - GREEN DAYS (TV drama edit) (통상반)                                                     | 4위       |           |
| 2014년 |                                               |           | |           |           |
| 23rd   | 사쿠라(サクラ)                                | 2월 26일  | - With U (통상반) - 茜色染まるころに(→자줏빛 물들때에) (초회반 A) - just do it (초회반 B) - Can't Stop Loving You (초회반 C)                                                                      | 3위       |           |
| 24th   | 오모이데 브레이커                             | 9월 17일  | - Summer Love Story (통상반) - 君と歩く未来 →그대와 걷는 미래(초회반 A) - Fairy Tale (초회반 B) - 線香花火 →선향불꽃) (초회반 C)                                                                  | 4위       |           |
| 2015년 |                                               |           | |           |           |
| 25th   | My One                                        | 3월 4일   | - It's My Style (통상반) - Until...(초회반 A) - 슈퍼 디스코 (초회반 B) - Change myself (초회반 C)                                                                                                 | 6위       |           |
| 26th   | 약속                                          | 11월 25일 | - Always Love (통상반) - Wake me up (초회반 A) - 문라이트 샤워 (초회반 B) - CROSS OVER (초회반 C)                                                                                                 | 5위       |           |
| 2017년 |                                               |           | |           |           |
| 27th   | 도쿄피버                                      | 3월 8일   | | 5위       |           |
| 28th   | Beautiful Day                                 | 8월 23일  | | 6위       |           |
| 2018년 |                                               |           | |           |           |
| 29th   | Bumblebee                                     | 4월 25일  | | 4위       |           |
| 2019년 |                                               |           | |           |           |
| 30th   | Be the NAKED                                  | 1월 30일  | | 9위       |           |
| 31st   | Summer Vacation                               | 7월 24일  | | 8위       |           |
| 2020년 |                                               |           | |           |           |
| 32nd   | HIDE and SEEK/선셋 리후레인                   | 2월 19일  | | 3위       |           |
| 2021년 |                                               |           | |           |           |
| 33rd   | Sonic Boom                                    | 8월 25일  | | 12위      |           |

### 앨범
■ … 10위 이내　■ … 20위 이내　■ … 30위 이내
|     | 타이틀          | 발매일          | 커플링곡 | 최고 순위 | 등장 횟수 |
| 1st | LIFE ON DA BEAT | 2003년 4월 23일 | 1. Prelude 2. ONE FOR DA SOUL 3. step by Step ～traditional groovin'mix～ 4. 真夏のMagic (→한여름의 Magic) 5. LOVE RAIN 6. "Show me the way" 7. 導線 (→도선) 8. Be Happy 9. SHAKE UP 10. 永遠の一秒 (→영원한 1초) 11. FLY AWAY 12. Only You Can Hurt Me 13. I want ya | 5위       | 6회       |
| 2nd | BRAИD ИEW ERA   | 2004년 8월 25일 | 1. Go one's own way 2. Night Deluxe 3. Life is a party! 4. What cha gonna? 5. Extreme girl 6. PRIVACY 7. Believe in myself 8. 果てしなく広いこの世界の中で (→끝없이 넓은 이 세상에서) 9. True Romance 10. GET WILD LIFE 11. Steppin'out 12. Here goes!<alternative version> 13. ファンキーデイズ! (→Funky Days!)                                                                                    | 11위      | 3회       |
| 3rd | Lead!Heat!Beat! | 2005년 8월 10일 | 1. Rock the House!!～roll start～ 2. ベイビーランニンワイルド (→Baby Running Wild) 3. Jump around 4. Love Magic 5. Delighted 6. Higher Revolution 7. I believe 8. プリズム (프리즘) 9. Dear 10. High Time 11. BEST OF MY LOVER 12. あたらしい季節へ (→새로운 계절로) 13. 手のひらを太陽に (→손바닥을 하늘로) 14. Rock the House!!～roll end～ 15. ベイビーランニンワイルド<Funny Honey Bunny Style> | 15위      | 4회       |
| 4th | 4               | 2006년 7월 19일 | 1. Rough Style 2. Deep in my heart 3. STAR PLAYA 4. Cosmic Drive 5. Baby'cuz U! 6. FEEL LIKE MAKING LOVE 7. Jewel of Queen 8. Here we go 9. バージンブルー (Virgin Blue) 10. PartyTune 11. Summer Madness (ALver.) 12. ONE(big up my homeis) | 18위      | 2회       |
| 5th | Feel The Vibes  | 2008년 3월 5일  | 1. THE VIBES 2. Baby what turns you on 3. TOKIO NIGHT 4. 海 (바다) 5. 谷☆RAP 6. STAND UP! 7. Wicked Wicked☆SUMMER PARTY 8. 黄昏グラデーション (→황혼 그라데이션) 9. Sleepin' Flower 10. たいせつなもの (→소중한 것) 11. Fall In Love 12. GET DIZZY 13. Drive Alive 14. Thanks for... 15. 空の彼方へ (→하늘의 저편에) 16. feel                                                                       | 44위      | 2회       |
| 6th | NOW OR NEVER    | 2012년 7월 18일 | 1. Stand and Fight 2. Real Live 3. SPEED STAR★ 4. one more side 5. Can't get enough 6. VOICE 7. Wonder Mirror 8. TOKIO NIGHT(10th anniversary MIX) 9. Boom!! Boom!! 10. HURRICANE 11. Wanna Be With You 12. Come along! | 6위       | 2회       |

※최고순위, 등장횟수는 오리콘 위클리 차트.

### 다운로드 한정
1. OkiDoki Christmas (2006년 12월 8일)
벨소리, 벨소리 (완곡), 컬러링. 후에 컴필레이션 음반 CHRISTMAS HARMONY ~VISION FACTORY presents~에 수록 되었다.
2. Ding Dong (2006년 12월 8일)
벨소리, 벨소리 (완곡), 컬러링. 후에 컴필레이션 음반 CHRISTMAS HARMONY ~VISION FACTORY presents~에 수록 되었다.
3. Load (2006년 12월 29일)
벨소리, 벨소리 (완곡). 후에 14번 째 싱글 "STAND UP!"에 수록 되었다.
4. 24HRS (2011년 3월 9일)
벨소리 다운로드, 벨소리 다운로드 (완곡), 컬러링, 레코초크 다운로드 한정. 레코초크 벨소리 다운로드 차트 데일리 3위, 위클리 9위 획득. 후에 18번 째 싱글 "HURRICANE" (통상반)에 수록 되었다.
5. CAN'T STOP (2011년 5월 11일)
벨소리, 영상 벨소리, 컬러링, 레코초크 다운로드 한정. 레코초크 영상 벨소리 차트 위클리 1위 획득. 이후에 18번 째 싱글 "HURRICANE"에 수록 되었다.

### 리퀘스트 베스트 음반
1. Lead Tracks ~listener's choice~ (2008년 8월 6일)

### 참가 작품
| 음반                                        | 발매일           | 수록곡                                                                                 | 비고                                                                        |
| ------------------------------------------- | ---------------- | -------------------------------------------------------------------------------------- | --------------------------------------------------------------------------- |
| buddies                                     | 2003년 3월 19일  | 4. FLY AWAY~AKIRA’S CONQUISTADOR REMIX 7. "Show me the way"~TinyVoice,Production REMIX | w-inds., FLAME과 공동 리믹스 음반                                           |
| CHRISTMAS HARMONY ~VISION FACTORY presents~ | 2007년 11월 21일 | CD1 2. Ding Dong CD2 1. OkiDoki Christmas                                              | 비전 팩토리 소속 아티스트들이 참여한 크리스마스를 테마로 한 컴필레이션 음반 |
| SPRING HARMONY ~VISION FACTORY presents~    | 2008년 2월 13일  | 8. Thanks For...                                                                       | 비전 팩토리 소속 아티스트들이 참여한 봄을 테마로 한 컴필레이션 음반         |
| FLOWER FESTIVAL ~VISION FACTORY presents~   | 2008년 3월 19일  | 11. Dear My Flower                                                                     | 비전 팩토리 소속 아티스트들이 참여한 꽃을 테마로 한 컴필레이션 음반         |

### 미발표 곡
- TRIBAL PARTY
- "Show me the way" <2004 Summer Version>
- Be Happy <Lovers Rock Version>
- LD style
- 356 STEP
- TIME TO JAM
- B.W.R
- SWEETEST TABOO
- Red Eye Night
- FEATURES

## 출연

### TV
- 도쿄MXTV 《XEBEC ONLINE》 (2003년 1월 ~ 2005년 3월 30일)
- 타이완TVBS-G 《FACTORY GENERATION》 (2003년 3월 13일 ~ 2005년 2월 19일)
- TV 도쿄 《콜라보레이션 스타디움》 (2003년 4월 ~ 9월)
- TV 도쿄 《반짝반짝 프린스》 (2003년 10월 ~ 2004년 3월)
- NHK BS-2 《오사카 發 건강 Dash! DOYAH》 (2003년 10월 ~ 2005년 2월)
- 도쿄MXTV 《Lead Generation》 (2005년 4월 ~ 2005년 9월)
- MUSIC ON! TV 《M-ON! Make On The Holiday - 프라이~드》 (2006년 7월 29일 ~ 2008년 2월)
- 디즈니 채널 《도쿄 디즈니 리조트 트래저 헌트》 (2008년 5월 ~ 2010년 7월)

### 영화
- 《장대 눕히기!》(2003년)
- 《카마치》(2004년)

### 뮤지컬
- 《ZIPANGU ~머나 먼 길~》 (2008년 12월 23일, 2008년 12월 29일)
- 《인연 -소년이여, 대지를 품어라!-》 (2010년 11월 18일 ~ 2010년 11월 23일)
- 《인연 2011 -소년이여, 대지를 품어라!-》 (2011년 10월 20일 ~ 2011년 10월 25일)

### 광고
- 도완고 이로메로 믹스 (2005년)
- CALBEE 포테토칩 (2005년)

## 같이 보기
- DA PUMP
- w-inds.
- FLAME
- 비전 팩토리